# Gud är här för att välsigna
Gud är här för att välsigna är en psalm med text av James M. Black och musik av John R. Sweney. Texten översattes 1911 till svenska och bearbetades 1986 av Sven Larson.

## Publicerad i
- Psalmer och sånger 1987 som nr 440 under rubriken "Kyrkan och nådemedlen - Helg och gudstjänst".[2]
- Segertoner 1988 som nr 409 under rubriken "Den kristna gemenskapen - Gudstjänsten".[1]